# (1617) Alschmitt
(1617) Alschmitt est un astéroïde de la ceinture principale découvert le 20 mars 1952 à Alger par l'astronome français Louis Boyer.

## Historique
Sa désignation provisoire, lors de sa découverte le 20 mars 1952, était 1952 FB. Il porte le nom de l'astronome Alfred Schmitt.